# Сюэ Цзычжэн
Сюэ Цзычжэн (薛子正; 1905 ― 1980) ― китайский политик. Заместитель главы Рабочего отдела Единого фронта Центрального комитета КПК. 

## Биография
Сюэ Цзычжэн родился в городе Лиранг уезда Ляншань в провинции Сычуань в 1905 году, во времена правления династии Цин. В юные годы учился в школе в Учане и Нанкине. Окончил Шанхайский университет, Коммунистический университет трудящихся Востока и Военно-политическую академию имени В. И. Ленина.
В 1926 году Сюэ вступил в Коммунистическую партию Китая. Принимал участие в Третьем восстании Шанхайских рабочих. В 1930 году сначала находился на партийной работе в регионе Цзянси, а затем был переведён на территорию, контролируемую коммунистами. В 1934 году был вновь послан в Цзянси.
После 1949 года Сюэ Чжичэн  занимал должности заместителя мэра Пекина, заместителя председателя Государственной комиссии по экономике и торговле, Заместитель главы Рабочего отдела Единого фронта Центрального комитета КПК, заместителя генерального секретаря Народного политического консультативного совета Китая. Он также был членом Центральной комиссии по проверке дисциплины.
В июле 1980 года Сюэ умер в Пекине.

## Личная жизнь
Сюэ Чжичэн усыновил Чарльза Сюэ, который стал видным китайским бизнесменом и получил гражданство Соединённых Штатов.